# Jacint Tudó i Alemany
Jacint Tudó i Alemany   (Barcelona, 1717 - Madrid, 5 de maig de 1773) fou un advocat català, membre del Consell de Castella. La seva neboda Pepita Tudó va estar lligada sentimentalment a Manuel Godoy. El 1762 arribaria a ser Oidor de l'Audiència de Catalunya, i des de 1766 Conseller de Castella.
Fill de Joan Tudó i Romanya, cavaller català, senyor de Vilardida, i d'Antonia Alemany i Morera, fou membre d'una família que havia prestat serveis a la monarquia borbònica. Es va casar amb María Teresa Tudó Peaguda i el seu fill Francesc Antoni va ser oïdor de l'Audiència de Barcelona. El seu germà Antoni seria brigadier dels Reals Exèrcits.
Va estudiar tres anys al col·legi de Cordelles a Barcelona. En acabar, el 1732 inicià els estudis majors a Cervera, un any de Filosofia i sis a la Facultat de Lleis, on es va graduar com a llicenciat i doctor l'any 1741 i exercí com advocat dels Reials Consells i de l'Audiència Catalana durant nou anys. El 1750, va ser nomenat alcalde major Criminal de la ciutat de Barcelona i, des d'agost de 1758, fou ascendit a alcalde major Civil.
El novembre de 1760 va rebre de mans del capità general de Catalunya, el marquès de la Mina, els honors de ministre del Criminal de l'audiència de Catalunya. El setembre de 1762 va ascendir a ministre civil de la mateixa audiència. El 9 d'agost de 1766 va ser nomenat membre del tribunal Consell de Castella i l'octubre va traslladar-se a Madrid. El 1768, va signar l'acta de la sessió del Consell de Castella on s'aprovava prohibir l'ensenyament de la llengua catalana a les escoles de primeres lletres, retòrica i gramàtica. Va exercir com a asessor del Consell de Guerra, del jutjat de les Reials Guàrdies i, des de 1771, fou el ministre representant del Consell de Castella en l'extracció de la loteria. Va morir a Madrid el 5 de maig de 1773 exercint com a conseller de Castella.